# James Potter (General)
James Potter (* 1729 im County Tyrone, Irland, Vereinigtes Königreich; † 1789 im Centre County, Pennsylvania, USA) war ein General im Amerikanischen Unabhängigkeitskrieg, Farmer und Politiker.

## Leben
Potters Familie wanderte 1741 nach Amerika aus. James trat in die Miliz von Pennsylvania ein und nahm 1756 an der Kittanning Expedition während des Siebenjährigen Kriegs in Nordamerika teil. Im zivilen Leben war Potter Landwirt und unterstützte die Erschließung des zentralen Pennsylvanias durch europäische Siedler. Dabei erwarb er auch selbst umfangreichen Grundbesitz, die auf ihn zurückgehende Potter-Allison Farm ist seit 1977 ein denkmalgeschützter Historic District. 1776 war er Mitglied der Verfassungsgebenden Versammlung Pennsylvanias. Während des Amerikanischen Unabhängigkeitskriegs kommandierte Potter die Northumberland-Miliz in den Schlachten von Trenton, Princeton, Brandywine und Germantown. 1777 wurde er zum Brigadegeneral, 1782 zum Generalmajor der Miliz ernannt.
Nach dem Abzug der Briten aus Philadelphia war Potter in keine größeren Gefechte mehr verwickelt und konnte sich seinen Ländereien sowie der Politik widmen. Von November 1781 bis November 1782 war er Vizepräsident (ein Amt vergleichbar dem später eingeführten Vizegouverneur) von Pennsylvania. James Potter starb 1789 an den Folgen eines Bauunfalls.
Nach James Potter wurde das Potter County benannt.